# Poço das Águas Vivas
Poço das Águas Vivas é o livro de estreia da poetisa brasileira Lara de Lemos, publicado originalmente em 1957. A autora recebeu o Prêmio Estadual Sagol por esta obra.

## Poemas
- Poema
- Crina Branca
- Balada ao Menino Doente
- Difícil
- Soneto
- Um Nome
- Poemazinho do Não
- Poema à Amiga Luísa
- Depois que morrem os Dias
- Impaciência
- Eu me queria Morta
- Criança
- Prisioneira
- Passeio
- Silêncio
- Aos Irmãos Adivinhados
- Inaudível
- Quando um Dia
- Memória
- Bastar-me-ia um Lírio
- Mensagem
- Encontro
- Canção de Medo na Tarde
- Apelo ao Refratário Instante
- Carta Impossível
- Restituição
- Quero-me Inteira
- Poema quase Carta
- Poema do Não-Amor
- Poema do Amor Inútil
- Do Sonho Necessário
- Fuga
- Da Impossível Serenidade
- Depois
- Poema do Insolúvel
- Os Mágicos
- Inverno
- Na Imensa Noite
- Canção Humilde
- Enamorada
- Fiquei na Distância de Tudo
- Poema ao Homem Passando
- Canção do "Era uma Vez"
- O Poeta responde à Vida
- Menininho Inválido
- Já passei por Mil Estradas
- Ladainha à Nossa Senhora da Timidez
- Do Momento Intransponível
- Poema para a Ausente